# 光伝導アンテナ
光伝導スイッチということもある。光伝導膜上にアンテナを実装することに重点を置いている人は、光伝導アンテナと言っている。一方、電磁波を発生させる素子として考えた場合は、光伝導スイッチと言う。
テラヘルツ波を発振したり検出したりするために用いる。
光伝導膜をフェムト秒の超短パルスレーザーで励起し、光伝導膜中の自由電子を励起する。この自由電子を加速させて電磁波を生じさせる。このときに、自由電子を加速させるために、電極を設け、電極間に電圧をかけることによって自由電子を加速させる。
これにより、テラヘルツ電磁波が発生する。現在は、テラヘルツ時間領域分光法で活用されている。
図１は、光伝導アンテナの構成を示している。光伝導膜が白い部分であり、その上の黒い部分が電極を構成している。超短パルスレーザーを黒い部分の間に照射することによって、光伝導膜中に自由電子を励起する。
図１